# Broscini
Los broscinos (Broscini) son una tribu de coleópteros adéfagos perteneciente a la familia Carabidae. 

## Subtribus
Tiene las siguientes subtribus:
- Axonyina Roig-Junient, 2000
- Barypina Jeannel, 1941
- Broscina Hope, 1838
- Creobiina Jeannel, 1941
- Nothobroscina Roig-Junient, 2000